# Отрова
Отровите са химични вещества и съединения, които нарушават нормалното протичане на жизнените процеси в живите организми.
Болестните състояния, които причиняват отровите, се наричат с общото име отравяния (токсикози, интоксикации). Тежестта на отравянето и неговият изход зависят от вида и количеството на погълнатата отрова, и от реактивността на организма. Младите индивиди са по-чувствителни към отровите от възрастните, защото имат по-бърза обмяна на веществата, затова младите организми обикновено усвояват и натрупват по-големи количества отрова от възрастните.
Науката за отровите и тяхното действие се нарича токсикология.

## Видове отрови

### Според произхода

#### Природни отрови
Според своя произход, природните отрови биват биологични и минерални.
Биологичните отрови могат да се класифицират в четири основни групи: животински (зоотоксини), растителни (фитотоксини), гъбни (микотоксини) и микробиални. Зоотоксините служат за защита от естествени неприятели и за убиване на плячката. Фитотоксините служат за потискане на конкурентните растителни видове. Микотоксините служат за защита от естествени неприятели. Микробиалните токсини служат за адаптиране на микроорганизмите към заразения от тях макроорганизъм.

##### Отровни видове в България
1. Гръбначни: вдлъбнаточел смок, дъждовник, пепелянка, усойница;
2. Насекоми: пчела, оса, стършел, борова процесионка
3. Членестоноги: паяци, скорпиони;
4. Растения: бучиниш, лудо биле, татул, тютюн;
5. Гъби:  дяволска гъба, мухоморка.

Минералните природни отрови по правило са неорганични. Такива са: цианкалият, арсенът, солите на тежките метали и много други. Типичен пример за органична минерална отрова са нефтопродуктите.

#### Синтетични
Синтетичните отрови преднамерено се създават от човека. Те се използват основно като пестициди.
Използването на отрови в битовата и производствената човешка дейност се избягва винаги, когато това е възможно. В случаите, за които няма алтернатива (нефтопреработка, дезинфекция, обработка на руди, лабораторни изследвания), трябва да се вземат стриктни мерки за опазване на човешкото здраве и околната среда.

### Според строежа
Според строежа си отровите биват органични и неорганични.

### Според механизма на действие
В зависимост от пътищата за проникване в организма отровите биват контактни, т.е. проникващи директно през външната телесна обвивка (кожа, кутикула и др.) и системни, т.е. проникващи чрез нормалната обмяна на организма (хранене, дишане и др.)
В зависимост от пътищата за разпространение в организма:
- липофилни – разпределят се, пренасят се и се натрупват в тъканите с високо съдържание на липиди
- хидрофилни – разпределят се, пренасят се и се натрупват в тъканите с високо съдържание на вода

В зависимост от тъканите и органите, които увреждат най-тежко:
- невротропни – разпределят се във и увреждат най-тежко мозъка и нервите
- менинготропни – мозъчните и нервните обвивки
- нефротропни – бъбреците
- гонадотропни – половите жлези (тестиси и яйчници)
- ембриотропни – зародиша
- хематотропни – кръвта
- вазотропни – кръвоносните съдове
- кардиотропни – сърцето
- дермотропни – кожата
- пулмотропни – белия дроб
- хепатотропни – черния дроб
- миотропни – мускулите

## Сила на отровите
За нуждите на медицината силата на отровите се измерва с тяхната средна и минимална смъртоносна доза за бял лабораторен плъх. Мерната единица е милиграми отрова за килограм живо тегло (mg/kg).
Средна смъртоносна доза (LD50, лат. Dosis lethalis media) е най-малкото количество, което убива половината от отровените лабораторни плъхове. Тя е възприета като мярка за оценка в широката практика, защото се определя сравнително лесно. Най-често определяните LD50 са за поглъщане (вътрешна, алиментарна), попадане върху кожата (дермална) и вдишване (инхалативна).
| вещество       | LD50 (mg/kg) | вещество                      | LD50 (mg/kg) |
| Етилов алкохол | 10 000       | Токсин на паяка черна вдовица | 0,55         |
| Натриев хлорид | 4000         | Кураре                        | 0,5          |
| Железен сулфат | 1500         | Токсин на гърмяща змия        | 0,24         |
| Морфин         | 900          | Диоксин                       | 0,001        |
| Стрихнин       | 150          | Ботулинов токсин              | 0,0001       |
| Никотин        | 1            |                               |              |

Минимална смъртоносна доза (LD100, лат. Dosis lethalis minima) е най-малкото количество, което убива всички отровени лабораторни плъхове. Минималната смъртоносна доза винаги е по-голяма от средната! В практиката се определя рядко, защото установяването ѝ е бавно, трудоемко и скъпо.

## Категоризация на отровите
В зависимост от своята сила отровите се разпределят в IV групи. Класът на опасност се определя според най-малкото отровно количество, независимо от пътя на проникване.
| Категория        | I           | II               | III               | IV             |
| Означение        | Опасно      | Внимание         | Предупреждение    | Предупреждение |
| ---------------- | ----------- | ---------------- | ----------------- | -------------- |
| Вътрешна LD50    | < 50 mg/kg  | 50 – 500 mg/kg   | 500 – 5000 mg/kg  | > 5000 mg/kg   |
| Дермална LD50    | < 200 mg/kg | 200 – 2000 mg/kg | 2000 – 5000 mg/kg | > 5000 mg/kg   |
| Инхалативна LD50 | < 0,05 mg/l | 0,05 – 0,5 mg/l  | 0,5 – 2 mg/l      | > 2 mg/l       |

## Противоотрови
Противоотровите са химични вещества, които съкращават, потискат или напълно премахват действието на отровите. Според начина си на действие противоотровите се делят на две големи групи:

### Противоотрови с общо действие
Забавят проникването и натрупването на отровите в организма и ускоряват тяхното изхвърляне. Към общите противоотрови се отнасят следните групи лекарства:
- еметици – предизвикват повръщане;
- диуретици – силно увеличават бъбречната пропускливост;
- лаксативи – силно ускоряват изхождането на чревното съдържание;
- адстрингенти – след вътрешно приемане силно свиват и уплътняват лигавицата на стомашно-чревния тракт; така значително се забавя проникването на погълнатите отрови в кръвта;
- абсорбенти и адсорбенти – порьозни и повърхностно-активни вещества, които след поглъщане абсорбират или адсорбират значителна част от стомашно-чревното съдържание.

### Противоотрови със специфично действие
Проявяват своето действие по два основни начина:
- избирателно се свързват с проникналите в организма отрови и образуват с тях безвредни комплекси;
- или избирателно активират само потиснатите от отровата функции на организма.

| Отрова                           | Противоотрова                                                 |
| -------------------------------- | ------------------------------------------------------------- |
| антикоагуланти кумадин и хепарин | витамин К (за кумадин), протамин сулфат (за хепарин)          |
| антихолинергици                  | физостигмин                                                   |
| ацетаминофен                     | N-ацетилцистеин                                               |
| бензодиазепини                   | флумазенил (но не срещу всички!)                              |
| β-блокери                        | глюкагон                                                      |
| блокери на калциевите канали     | Калциеви препарати, глюкагон                                  |
| ботулиново отравяне              | противоотровен серум                                          |
| въглероден диоксид               | кислород                                                      |
| дигиталис                        | дигоксинни антитела                                           |
| етиленгликол (антифриз)          | етанол, фомапизол                                             |
| желязо                           | дефероксамин                                                  |
| изониазид                        | пиридоксин                                                    |
| метанол                          | етанол, фомапизол                                             |
| нитрати и нитрити                | метиленово синьо                                              |
| олово                            | ЕДТА                                                          |
| опиоиди                          | налоксон                                                      |
| холинергици                      | атропин, пралидоксим                                          |
| цианиди                          | амилов и натриев нитрит, натриев тиосулфат, хидроксикобаламин |

## Любопитно
- Dosis sola facit venenum е латинска пословица, чийто автор е Парацелз; в буквален превод означава „Само дозата прави отровата!“. Смисълът на израза е, че всичко излишно е вредно. Христоматиен пример е питейната вода. Тя е необходима за съществуването на всички живи същества. Макар да няма точно установено количество необходима вода,[2] тъй като то зависи от интензитета на физическите усилия и околната температура (водната загуба чрез потене), смята се, че „дозата“ е около 30 ml/kg тегло/денонощие. Но при поемане на повече от 100 ml/kg тегло, за кратко време, водата също може да предизвика оток на мозъка (церебрална едема), вклиняване и даже смърт.
- One man's meat is another man's poison е английска пословица, която в буквален превод означава „Храната на един човек е отрова за друг.“. Смисълът на израза е, че действието на отровите в голяма степен зависи от особеностите на организма, в който са проникнали. Пчелоядите с удоволствие изяждат всяка пчела и оса, която срещнат, но преди това махат жилото. Медният язовец, мангустата и таралежът са по-слабо чувствителни към змийската отрова. Рицинът се употребява освен за добив на рициново масло като градинско растение за украса както и растения Датура, въпреки че и двете съдържат отрови – рицин и скополамин. Черната попадийка съдържа хиосциамин. Изобщо множество стайни, градински и диви растения съдържат отрови и могат да бъдат объркани с ядливи растения, например левурдата с момината сълза.[3]
- Прочути отровителки в историята са Агрипина и Мери-Ан Котън.